# Mifaget
Pour les articles homonymes, voir Mifaget.
Mifaget est une ancienne commune française du département des Pyrénées-Atlantiques. Le 1er janvier 1973, les trois communes voisines, Bruges, Capbis et Mifaget, fusionnent pour former la nouvelle commune de Bruges-Capbis-Mifaget sous l'égide de la loi Marcellin.

## Géographie
Le village est situé à l'est du département, à vingt-sept kilomètres au sud-est de Pau et à deux kilomètres au sud-ouest de Bruges.

## Toponymie
Le toponyme Mifaget apparaît sous les formes :
Medium-Faget (1100, titres de Mifaget), 
Faied (XIIe siècle, cartulaire de Lescar), 
Medius-Fagetus (1257, collection Duchesne volume XCIX), 
Mieyfaget (1287, contrats de Barrère, 
l'espitau de Mieyfayet (1385, censier de Béarn), 
Myfaget et Mieyhaget (respectivement 1538 et 1675, réformation de Béarn), 
Saint-Michel de Mieyhaget (1678, insinuations du diocèse d'Oloron) et 
Mi Faget (1793 ou an II).
On peut décomposer le nom Mifaget par les mots issu du gascon béarnais "Miey" et "Faget", signifiant respectivement "Milieu", et "Hêtraie" (endroit où l'on rencontre des hêtres).  Autrement dit littéralement "la hêtraie du milieu".

## Histoire
En 1131, Gaston IV le Croisé, vicomte du Béarn, fonde la Commanderie de « Mieyhaget » (« au milieu des hêtres » : en béarnais, un haget ou faget, du latin « fagus », est une hêtraie). Le territoire de la Commanderie (estimé à environ 300 ha en 1538) est prélevé sur le territoire des paroisses voisines avec leur accord : Arros, Asson, Louvie-Juzon et Sainte-Colome.
L'Hôpital de Sainte-Christine de Somport (Augustin) dont dépend Mifaget envoie des moines pour aider à défricher les terres. Les travaux semblent être terminés en 1261 et la Commanderie, dirigée par la congrégation des Augustins, dispose d’un hôpital qui, avec ceux de Gabas et de Sainte-Christine du Somport, permet aux pèlerins de faire étape pour rejoindre, par la voie du Piémont, les voies jacquaires menant à Saint-Jacques de Compostelle.
Contrairement à d'autres régions où les monastères avaient pour objectif de défricher les forêts, les établissements de cette région sont orientés vers l'accueil des pèlerins. Le paysage du haut-béarn est alors peu peuplé et essentiellement forestier.
Au XIIIe siècle, l’église romane est érigée avec en particulier une crypte de plan circulaire située sous le chœur. Elle devient une église de proximité pour les habitants qui s’installent dans la campagne environnante. En 1385, on dénombre trois feux, c’est-à-dire trois familles vivant dans trois maisons différentes.
Au XVIe siècle, la Réforme imposée par Jeanne d'Albret réduit la Commanderie à un domaine agricole vendu au baron de Jean de Neys de Coarraze.
Le 14 mars 1574, don est fait de la Commanderie de Mifaget à Henry d'Albret, seigneur de Pons, baron de Miossens.
À partir de 1608, Henri IV, sur demande du pape Clément VIII, appelle les Barnabites en Béarn afin de rétablir la religion catholique. Les Barnabites récupèrent alors les biens dont disposait l'Hôpital Sainte-Christine de Somport et dont faisait partie l'Hôpital de Mifaget.
Au XVIIe siècle, Mieyhaget devient progressivement Mifaget. Les terres de la Commanderie sont achetées par les habitants composant alors une trentaine de familles. Un acte passé le 15 mars 1752 avec les religieux Barnabites de Lescar leur donne une autonomie et un régime administratif.
À la fin du XIXe siècle, l’église est remaniée par la construction du clocher et du baptistère (travaux qui entraîneront le déclassement de l’église du titre des Monuments Historiques).
Des travaux sont réalisés pour dégager et restaurer la crypte du XIIIe siècle dont la présence a été « redécouverte » à cette occasion.
En 1973, la commune de Mifaget fusionne avec les communes voisines de Bruges et de Capbis pour former la nouvelle commune de Bruges-Capbis-Mifaget et, de ce fait, passe du canton d’Arudy au canton de Nay-Ouest.
En 2014, Mifaget est un village d’environ 150 habitants, à la fois résidentiel et agricole, tourné vers le proche village de Bruges pour l’accès aux services de proximité  (secrétariat de mairie, agence postale, écoles, commerces, installations sportives, etc.)

## Administration
| Période                                  | Période | Identité       | Étiquette | Qualité |
| ---------------------------------------- | ------- | -------------- | --------- | ------- |
| 1945                                     | 1952    | Joseph LATAPIE |           |         |
| 1952                                     | 1972    | Paul LURDOS    |           |         |
| Les données manquantes sont à compléter. |         |                |           |         |

| Période                                  | Période  | Identité           | Étiquette | Qualité |
| ---------------------------------------- | -------- | ------------------ | --------- | ------- |
| 1973                                     | 1983     | Paul LURDOS        |           |         |
| 1983                                     | 1995     | Michel LABARRERE   |           |         |
| 1995                                     | 200?     | Philippe SOUBIELLE |           |         |
|                                          | En cours | Annie LATAPIE      |           |         |
| Les données manquantes sont à compléter. |          |                    |           |         |

## Démographie
| 1793 | 1800 | 1806 | 1821 | 1831 | 1836 | 1841 | 1846 | 1851 |
| ---- | ---- | ---- | ---- | ---- | ---- | ---- | ---- | ---- |
| 240  | 254  | 246  | 240  | 254  | 250  | 241  | 250  | 224  |

| 1856 | 1861 | 1866 | 1872 | 1876 | 1881 | 1886 | 1891 | 1896 |
| ---- | ---- | ---- | ---- | ---- | ---- | ---- | ---- | ---- |
| 219  | 208  | 247  | 211  | 224  | 209  | 219  | 201  | 202  |

| 1901 | 1906 | 1911 | 1921 | 1926 | 1931 | 1936 | 1946 | 1954 |
| ---- | ---- | ---- | ---- | ---- | ---- | ---- | ---- | ---- |
| 176  | 167  | 149  | 128  | 124  | 124  | 111  | 107  | 89   |

| 1962 | 1968 | - | - | - | - | - | - | - |
| ---- | ---- | - | - | - | - | - | - | - |
| 74   | 73   | - | - | - | - | - | - | - |

## Culture locale et patrimoine

### Patrimoine religieux
L'église Saint-Michel de Mifaget, possède une crypte du  XIIIe siècle restaurée à la fin du XIXe siècle.
L’église Saint Michel, malgré ses bas-côtés et son clocher tardifs, garde la marque romane : le portail sud, avec le chrisme du tympan entouré d’une archivolte portant une frise d’anges aux ailes déployées, les chapiteaux sculptés et la crypte voûtée en coupole aux trois petites fenêtres. Le chrisme du tympan du portail est reproduit à l'identique dans la crypte. Un culte original et plus récent (fin du XIXe siècle) s’y était développé : Saint Plouradou, statue pleureuse qui était censée guérir les enfants pleurnichards. L’Église ne l’a pas encouragé…

## Pour approfondir